# Piccoli brividi

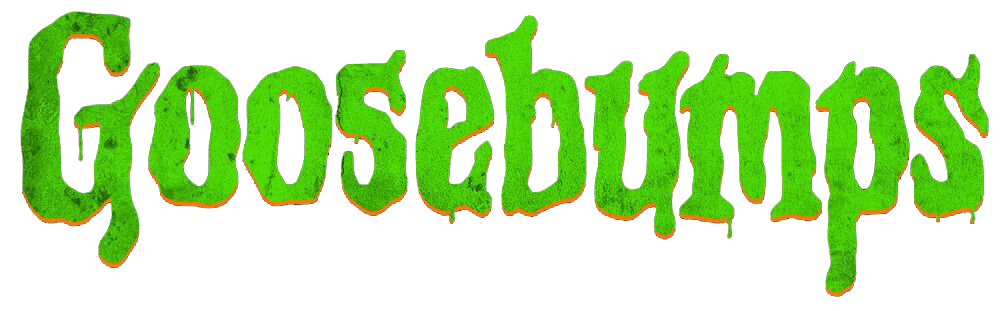
Logo originale della serie Piccoli brividi.

Piccoli brividi (Goosebumps) è una serie di libri per ragazzi ad ambientazione horror del celebre autore statunitense Robert Lawrence Stine nato nel 1943.
I libri della serie hanno venduto oltre 400 milioni di copie in tutto il mondo e sono stati tradotti in 32 lingue. Secondo il Guinness dei primati, Piccoli brividi è la serie di libri per ragazzi più venduta della storia.
Le copertine dei libri sono realizzate dall'illustratore Tim Jacobus.

## Struttura
Il primo volume della serie, La casa della morte (Welcome to Dead House), è stato pubblicato negli Stati Uniti nel 1992 e in Italia nel 1995. Oltre alla collana principale sono stati pubblicati diversi numeri speciali, come i Super brividi.
I racconti della serie sono in genere brevi, con un massimo di 150-160 pagine (più raramente 170 o più), l'intreccio nelle storie è di solito semplice ma con frequenti colpi di scena e i toni non sono mai particolarmente forti nonostante il presunto intento "horror", trattandosi comunque di libri destinati ai più giovani. La narrazione solitamente è in prima persona, ma talvolta viene utilizzata anche quella in terza. I protagonisti sono generalmente ragazzini di dodici anni (a volte anche di undici o tredici); gli elementi caratteristici dei racconti, oltre ai già citati colpi di scena, sono i finali a sorpresa, che spesso stravolgono l'intero senso della vicenda narrata.
All'interno della collana sono presenti delle miniserie, come ad esempio quella delle storie Il pupazzo parlante, che raccoglie un ciclo di cinque volumi di Slappy (un personaggio cattivo che viene considerato la mascotte più popolare di tutta la serie), e quella dei racconti Un barattolo mostruoso, che raccoglie quattro volumi.

## Elenco dei libri

### Serie originale

#### Serie 1990
1. La casa della morte (Welcome to Dead House, 1992)
2. Il mistero dello scienziato pazzo (Stay Out of the Basement, 1992)
3. Un barattolo mostruoso (Monster Blood, 1992)
4. Foto dal futuro (Say Cheese and Die!, 1992)
5. Mano di mummia (The Curse of the Mummy's Tomb, 1993)
6. 1,2,3... invisibile! (Let's Get Invisible, 1993)
7. Il pupazzo parlante (Night of the Living Dummy, 1993)
8. Al mostro! Al mostro! (The Girl Who Cried Monster, 1993)
9. Il campeggio degli orrori (Welcome to Camp Nightmare, 1993)
10. Il fantasma della porta accanto (The Ghost Next Door, 1993)
11. La maschera maledetta (The Haunted Mask, 1993)
12. La sfera di cristallo (Be Careful What You Wish For, 1993)
13. Il pianoforte impazzito (Piano Lessons Can Be Murder, 1993)
14. Il lupo della palude (The Werewolf of Fever Swamp, 1993)
15. La notte dei mostri di fango (You Can't Scare Me!, 1994)
16. Una giornata particolare (One Day at HorrorLand, 1994)
17. Un insopportabile ronzio (Why I'm Afraid of Bees, 1994)
18. Un barattolo mostruoso n.2 (Monster Blood II, 1994)
19. Terrore dagli abissi (Deep Trouble, 1994)
20. Spaventapasseri viventi (The Scarecrow Walks at Midnight, 1994)
21. Vendetta strisciante (Go Eat Worms!, 1994)
22. La spiaggia degli spettri (Ghost Beach, 1994)
23. Il ritorno della mummia (Return of the Mummy, 1994)
24. Il fantasma del palcoscenico (Phantom of the Auditorium, 1994)
25. L'attacco del mutante (Attack of the Mutant, 1994)
26. Un tragico esperimento (My Hairiest Adventure, 1994)
27. I prigionieri della torre (A Night in Terror Tower, 1994)
28. La pendola del destino (The Cuckoo Clock of Doom, 1995)
29. Un barattolo mostruoso n.3 (Monster Blood III, 1995)
30. Un mostro in cucina (It Came From Beneath the Sink!, 1995)
31. Il pupazzo parlante n.2 (Night of the Living Dummy II, 1995)
32. I cani fantasma (The Barking Ghost, 1995)
33. Un mostro in vacanza (The Horror at Camp Jellyjam, 1995)
34. La vendetta degli gnomi (Revenge of the Lawn Gnomes, 1995)
35. Gli orrori di Shock Street (A Shocker on Shock Street, 1995)
36. La maschera maledetta n.2 (The Haunted Mask II, 1995)
37. Il fantasma senza testa (The Headless Ghost, 1995)
38. Il mostro delle nevi a Pasadena (Abominable Snowman of Pasadena, 1995)
39. Una testa di mummia per me (How I Got My Shrunken Head, 1995)
40. Il pupazzo parlante n.3 (Night of the Living Dummy III, 1996)
41. Magico inganno (Bad Hare Day, 1996)
42. Mostri dallo spazio (Egg Monsters from Mars, 1996)
43. Il bosco dei mostri blu (The Beast from the East, 1996)
44. Foto dal futuro n.2 (Say Cheese and Die - Again!, 1996)
45. Ectoplasmi! (Ghost Camp, 1996)
46. Minaccia nel fango (How to Kill a Monster, 1996)
47. La leggenda perduta (Legend of the Lost Legend, 1996)
48. Le zucche della vendetta (Attack of the Jack O' Lanterns, 1996)
49. Alito di vampiro (Vampire Breath, 1996)
50. Metamorfosi totale (Calling All Creeps!, 1996)
51. Il mistero della caverna di ghiaccio (Beware, the Snowman, 1997)
52. Il ragazzo volante (How I Learned to Fly, 1997)
53. Prigionieri di un incantesimo (Chicken, Chicken, 1997)
54. Incubo al risveglio (Don't Go to Sleep!, 1997)
55. L'avventura del mostruoso blob (The Blob That Ate Everyone, 1997)
56. Il mistero del lago gelato (The Curse of Camp Cold Lake, 1997)
57. Un amico invisibile (My Best Friend is Invisible, 1997)
58. Terrore dagli abissi n.2 (Deep Trouble II, 1997)
59. La scuola maledetta (The Haunted School, 1997)
60. La casa dei lupi mannari (Werewolf Skin, 1997)
61. C'è qualcuno nel buio... (I Live In Your Basement!, 1997)
62. Un barattolo mostruoso n.4 (Monster Blood IV, 1997)

#### Serie 2000
1. L'urlo del gatto (Cry of the Cat, 1997)
2. Il pupazzo parlante n.4 (Bride of the Living Dummy, 1998)
3. Un mostro in cattedra (Creature Teacher, 1998)
4. L'invasione degli stritolatori (prima parte) (Invasion of the Body Squeezers, Part 1, 1998)
5. L'invasione degli stritolatori (seconda parte) (Invasion of the Body Squeezers, Part 2, 1998)
6. Il gemello malefico (I Am Your Evil Twin, 1998)
7. Io sono la vendetta (Revenge R Us, 1998)
8. Il villaggio del brivido (Fright Camp, 1998)
9. Sfide mortali (Are You Terrified Yet?, 1998)
10. L'ultimo Halloween (Headless Halloween, 1998)
11. Morto ma non sepolto (Attack of the Graveyard Ghouls, 1998)
12. Una spremuta speciale (Brain Juice, 1998)
13. Ritorno a Horrorland (Return to HorrorLand, 1999)
14. Jekyll e Heidi (Jekyll and Heidi, 1999)
15. Il re dell'orrore (Scream School, 1999)
16. La mummia è tornata (The Mummy Walks, 1999)
17. Il licantropo (The Werewolf in the Living Room, 1999)
18. L'anello maledetto (The Horror of the Black Ring, 1999)
19. Terrore al campeggio (Return to Ghost Camp, 1999)
20. Tremate! (Be Afraid. Be Very Afraid, 1999)
21. La macchina stregata (The Haunted Car, 1999)
22. Febbre di plenilunio (Full Moon Fever, 1999)
23. L'incubo di Slappy (Slappy's Nightmare, 1999)
24. I terrestri senza memoria (Earth Geeks Must Go!, 1999)
25. Il fantasma nello specchio (Ghost in the Mirror, 2000)

### Raccolte di racconti
- Tales to Give You Goosebumps (1994)
- La prima notte del lupo mannaro e altri racconti (More Tales to Give You Goosebumps, 1995)
- La casa degli spiriti e altri racconti (Even More Tales to Give You Goosebumps, 1996)
- Still More Tales to Give You Goosebumps (1996)
- More & More Tales to Give You Goosebumps (1997)
- Il vampiro di ghiaccio e altri racconti (More & More & More Tales to Give You Goosebumps, 1997)
- Nonna fantasma e altri racconti (Three Shocking Tales of Terror: Book 1, 1997)
- La scuola dei mostri e altri racconti (Three Shocking Tales of Terror: Book 2, 1998)

### SerieGive Yourself Goosebumps
1. Escape from the Carnival of Horrors (1995)
2. Tick Tock, You're Dead! (1995)
3. Il club dell'orrore (Trapped in Bat Wing Hall, 1995)
4. The Deadly Experiments of Dr. Eeek (1996)
5. Night in Werewolf Woods (1996)
6. Beware of the Purple Peanut Butter (1996)
7. Under the Magician's Spell (1996)
8. The Curse of the Creeping Coffin (1996)
9. Il cavaliere malefico (The Knight in Screaming Armour, 1996)
10. Diario di una mummia impazzita (Diary of a Mad Mummy, 1996)
11. Deep in the Jungle of Doom (1996)
12. Welcome to the Wicked Wax Museum (1996)
13. Il genio del male (Scream of the Evil Genie, 1997)
14. The Creepy Creations of Professor Shock (1997)
15. Please Don't Feed the Vampire! (1997)
16. Secret Agent Grandma (1997)
17. Little Comic Shop of Horrors (1997)
18. Attack of the Beastly Babysitter (1997)
19. Escape from Camp Run-For-Your-Life (1997)
20. Toy Terror: Batteries Included (1997)
21. The Twisted Tale of Tiki Island (1997)
22. Return to the Carnival of Horrors (1997)
23. Zapped in Space (1997)
24. Lost in Stinkeye Swamp (1997)
25. Shop Till You Drop...Dead! (1998)
26. Alone in Snakebite Canyon (1998)
27. Checkout Time at the Dead-End Hotel (1998)
28. Night of a Thousand Claws (1998)
29. Invaders from the Big Screen (1998)
30. You're Plant Food! (1998)
31. The Werewolf of Twisted Tree Lodge (1998)
32. It's Only a Nightmare! (1998)
33. It Came from the Internet (1999)
34. Elevator to Nowhere (1999)
35. Hocus-Pocus Horror (1999)
36. Ship of Ghouls (1999)
37. Escape from Horror House (1999)
38. Into the Twister of Terror (1999)
39. Scary Birthday to You! (1999)
40. Zombie School (1999)
41. Danger Time (1999)
42. All-Day Nightmare (2000)

### SerieGive Yourself Goosebumps: Special Edition
1. Into the Jaws of Doom (1998)
2. Return to Terror Tower (1998)
3. Trapped in the Circus of Fear (1998)
4. One Night in Payne House (1998)
5. The Curse of the Cave Creatures (1999)
6. Revenge of the Body Squeezers (1999)
7. Trick or...Trapped! (1999)
8. Weekend at Poison Lake (1999)

### SerieGoosebumps Graphix
1. Creepy Creatures (2006)
2. Terror Trips (2007)
3. Scary Summer (2007)
4. Slappy's Tales of Horror (2015)

### SerieGoosebumps HorrorLand
1. La vendetta di Badboy (Revenge of the Living Dummy, 2008)
2. Brividi dagli abissi (Creep from the Deep, 2008)
3. Sangue di mostro per colazione (Monster Blood from Breakfast, 2008)
4. L'urlo della maschera maledetta (Scream of the Haunted Mask, 2008)
5. Il diabolico dottor Maniac (Doctor Maniac vs. Robby Schwartz, 2009)
6. Le mummie viventi (Who is Your Mummy?, 2009)
7. Gli amici mi chiamano Mostro (My Friends Call Me Monster, 2009)
8. Sorridi... e preparati a morire! (Say Cheese and Die - Screaming!, 2009)
9. Brivido strisciante (Welcome to Camp Slither, 2010)
10. Ti leggo nel pensiero (Help! We Have Strange Powers!, 2010)
11. Il labirinto della mezzanotte (Escape from Horrorland, 2010)
12. Panic Park (The Street of Panic Park, 2010)
13. Ululato di sangue (When the Ghost Dog Howls, 2011)
14. Il criceto che uccide (Little Shop oh Hamsters, 2011)
15. Scommessa con la morte (Heads, You Lose!, 2011)
16. Dolcetto o scherzetto? (Weirdo Halloween - Special Edition, 2011)
17. Fumetto mortale (The Wizard of Ooze, 2012)
18. La pagherai cara! (Slappy New Year, 2012)
19. Caccia al tesoro mortale (The Horror at Chiller House, 2013)

### SerieLa galleria degli orrori(Hall of Horrors)
1. Artigli! (Claws!, 2011)
2. Illusione mortale! (Night of the Giant Everything, 2011)
3. L'urlo dello scheletro (The Five Masks of Dr. Screem - Special Edition, 2011)
4. Scuola di zombie (Why I Quit Zombie School, 2011)
5. Terrore al telefono (Don't Scream!, 2012)
6. The Birthday Party of No Return (2012)

### SerieGoosebumps Most Wanted
1. Planet of the Lawn Gnomes (2012)
2. Son of Slappy (2013)
3. How I Met My Monster (2013)
4. Frankenstein's Dog (2013)
5. Dr. Maniac Will See You Now (2013)
6. Creature Teacher: The Final Exam (2014)
7. A Nightmare on Clown Street (2015)
8. Night of the Puppet People (2015)
9. Here Comes the Shaggedy (2016)
10. Lizard of Oz (2016)

### SerieGoosebumps Most Wanted Special Edition
1. Zombie Halloween (2014)
2. The 12 Screams of Christmas (2014)
3. Trick or Trap (2015)

### SerieGoosebumps SlappyWorld
1. Buon pupazzo di compleanno! (Slappy Birthday to You, 2017)
2. Pupazzo all'attacco! (Attack of the Jack, 2017)
3. I Am Slappy's Evil Twin (2017)
4. Please Do Not Feed the Weirdo (2018)
5. Escape from Shudder Mansion (2018)
6. The Ghost of Slappy (2018)
7. It's Alive! It's Alive! (2019)
8. The Dummy Meets the Mummy! (2019)
9. Revenge of the Invisible Boy (2019)
10. Diary of a Dummy (2019)
11. They Call Me the Night Howler! (2020)
12. My Friend Slappy (2020)
13. Monster Blood is Back (2021)
14. Fifth-Grade Zombies (2021)
15. Judy and the Beast (2021)
16. Slappy in Dreamland (2022)
17. Haunting with the Stars (2022)
18. Slappy, Beware! (2022)
19. Night of the Squawker (2023)
20. Friiight Night (2023)

### Altri
- Super brividi (The Nightmare Room, 2012-2014)
- Wanted: The Haunted Mask (2012)
- Monster Survival Guide (2015)
- Slappy's Revenge (2015)
- Piccoli brividi - La storia (Goosebumps: The Movie Novel, 2015)
- Night of the Living Monsters (2015)
- Haunted Halloween: Movie Novel (2018)
- Piccoli brividi (Goosebumps, 2017)

## Altri media

### Serie televisiva
Nel 1995 venne realizzata una serie televisiva basata sui racconti della serie di libri per ragazzi di R. L. Stine.
Il 13 ottobre 2023 è uscita su Disney+ una nuova serie televisiva di Piccoli brividi, che vede un gruppo di ragazzi impegnati a scoprire il mistero dell'appartamento dei Biddle, una casa che secondo i cittadini è infestata dal vendicativo fantasma di Harold Biddle, un ragazzo morto per colpa di un incendio, in compagnia del perfido pupazzo parlante da ventriloquo Slappy.

### Film
Il 16 ottobre 2015 esce al cinema Piccoli brividi, il primo film ispirato alla serie, e nel 2018 esce il sequel stand-alone Piccoli brividi 2 - I fantasmi di Halloween.

### Videogiochi
Sono usciti alcuni videogiochi ufficiali su Piccoli brividi:
- Goosebumps: Escape from Horrorland (1996)
- Goosebumps: Attack of the Mutant (1997)
- Goosebumps: HorrorLand (2008)
- Goosebumps: The Game (2015)
- Goosebumps: Night of Scare (2015)
- Goosebumps: Città dell'orrore (2018)
- Goosebumps: Dead of Night (2020)